# Esdoornnerfhoekmijt
De esdoornnerfhoekmijt (Aceria macrochela, syn. Aceria macrochelus of Eriophyes macrochelus) is een mijt die behoort tot de familie van de Eriophyidae en voor het eerst wetenschappelijk beschreven werd in 1891 door Nalepa.
De mijt is kleiner dan 1 millimeter en veroorzaakt knobbelvormige gallen op bladeren van bomen in de Acerfamilie, zoals esdoorn (Acer pseudoplatanus) en met name de Spaanse aak (Acer campestre). De gallen, waar de mijten in leven, zitten op de nerfhoeken (de plaatsen waar nerven zich vertakken) en bij de aanhechting van het blad aan de bladsteel.

## Uiterlijk
De gallen zitten op de nerfhoeken van het blad, aan de bovenkant, vaak ook bij elkaar bij de aanhechting van de bladsteel. Ze kunnen variëren in kleur van groen, geel-bruin tot rood bij oudere gallen en worden ongeveer 2 millimeter groot. Soms zijn de gallen van buiten licht behaard. De behaarde opening zit aan de onderkant van het blad en van binnen zijn de gallen bedekt met fijne witte haartjes.